# Hoog-Caestert
Hoog-Caestert (en limbourgeois Hoegkeasjtert) est un hameau située dans la commune néerlandaise d'Eijsden-Margraten, dans la province du Limbourg. Le 1er janvier 2003, le hameau comptait 139 habitants.
Hoog-Caestert est situé sur la Voer. Plus à l'ouest se trouve Laag-Caestert.